# Saint-Louis (Haut-Rhin)
Saint-Louis (Duits: Sankt Ludwig) is een gemeente in het Franse departement Haut-Rhin in de regio Grand Est. De gemeente telde op 1 januari 2022 22.530 inwoners en maakt deel uit van het arrondissement Mulhouse. Saint-Louis behoort bij de agglomeratie van de Zwitserse stad Bazel.

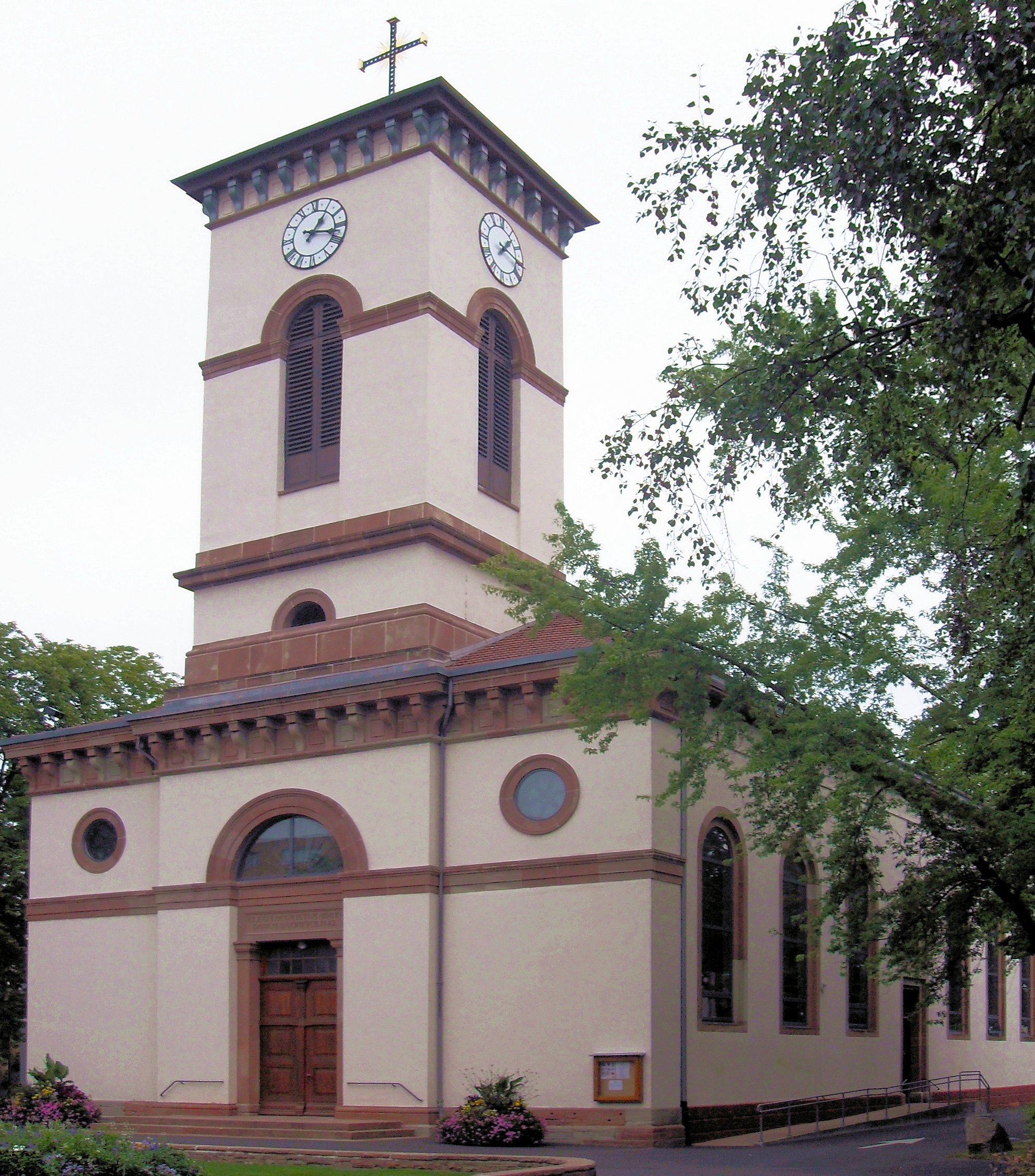
Église Saint-Louis

## Geschiedenis
In 1680 liet Vauban in opdracht van Lodewijk XIV in het nabijgelegen Huningue een fort optrekken. Het dorp Huningue, tussen het fort en Bazel, moest wijken en een groot aantal inwoners vestigde zich in "Village-Neuf du Grand-Huningue", wat het dorp Village-Neuf werd. Een klein aantal inwoners en arbeiders vestigden zich echter langs de weg naar Parijs, waar die de weg naar Bazel kruist. Daar ontstond een gehucht dat in 1684 van Lodewijk XIV de toestemming kreeg om de naam Saint-Louis te dragen.
Op het eind van het ancien régime kreeg Saint-Louis gemeentelijke autonomie. Het werd met Michelfelden verenigd onder de revolutionaire naam Bourg-Libre, maar bleef nog afhankelijk van de gemeente Village-Neuf. In 1814 keerde men terug naar de naam Saint-Louis. De plaats kende een expansie en verschillende ondernemingen vestigden zich hier, waaronder het transportbedrijf Danzas. In 1827 kreeg Saint-Louis een eigen parochie en in 1847 kreeg Saint-Louis uiteindelijk zijn eigen grondgebied door een verdeling van gebied tussen Village-Neuf, Huningue en Saint-Louis. De gemeente was nu volledig zelfstandig. 
In 1871 werd Saint-Louis met de rest van het departement bij de Vrede van Frankfurt geannexeerd door Duitsland. De gemeente werd ondergebracht in de Kreis Mulhouse. Saint-Louis industrialiseerde verder. Na het Verdrag van Versailles werd het gebied weer Frans. De industrie die er onder het Duitse Rijk was gekomen, kreeg het moeilijk.
In 1953 werd de gemeente Bourgfelden aangehecht bij Saint-Louis in een "fusion simple". In 1958 werd de wijk Neuweg (of La Chaussée) overgeheveld van buurgemeente Blotzheim. In die periode werd hier de luchthaven van Bazel-Mulhouse uitgebouwd.

## Geografie
De oppervlakte van Saint-Louis bedroeg op 1 januari 2022 16,85 vierkante kilometer; de bevolkingsdichtheid was toen 1.337,1 inwoners per km². Het stadscentrum ligt in het zuiden van de gemeente, nabij de grens met het Zwitserse Bazel. In het westen ligt het dorp Bourgfelden. Ten noorden van het stadscentrum ligt de wijk Michelfelden en in het uiterste noorden van de gemeente ligt de wijk Neuweg.
De onderstaande kaart toont de ligging van Saint-Louis met de belangrijkste infrastructuur en aangrenzende gemeenten.

## Bezienswaardigheden
- De Église Saint-Louis uit 1842
- De Église Notre-Dame-de-la-Paix
- De protestantse kerk uit 1882
- De Distillerie Fernet-Branca uit 1906. Het gebouw werd deel ingeschreven als monument historique in 1996.

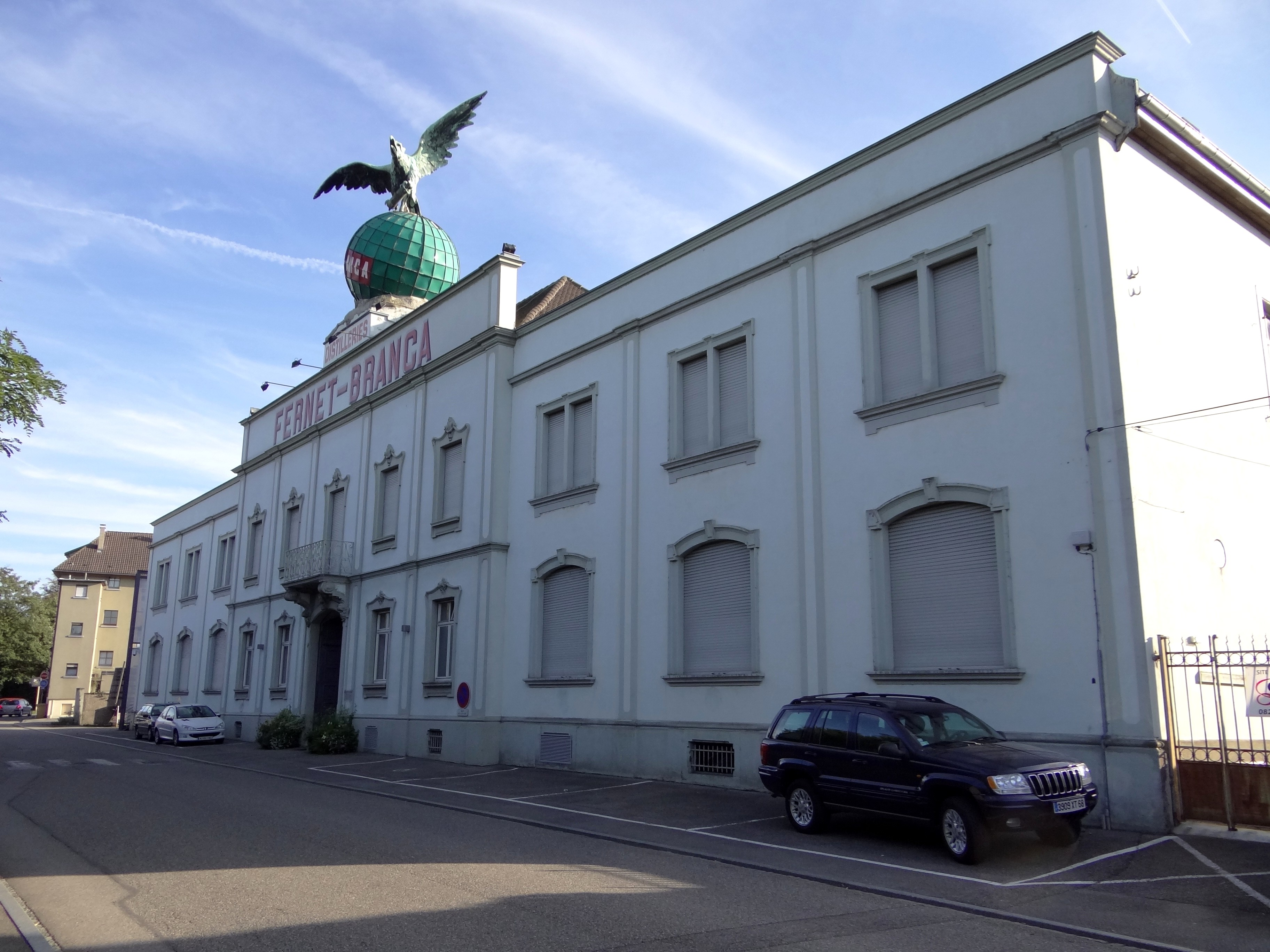
Distillerie Fernet-Branca

## Demografie
Onderstaande figuur toont het verloop van het inwonertal (bron: INSEE-tellingen).

## Verkeer en vervoer

Verkeersinfrastructuur in Saint-Louis

Op het grondgebied van de gemeente bevindt zich het grootste gedeelte van de EuroAirport Basel-Mulhouse-Freiburg.
Het spoorwegstation Saint-Louis La Chaussée ligt in het noordelijke stadsdeel Neuweg.
Door Saint-Louis loopt de autosnelweg A35/E25 naar Bazel.